# Shining (serie de videojuegos)
La serie denominada Shining (シャイニング "Shainingu") es un conjunto de juegos desarrollados por Sega. Se la considera de alguna manera como la principal dentro del género de los RPG de Sega, junto con el RPG de ciencia ficción Phantasy Star. El primer juego, Shining in the Darkness es en primera persona, donde el jugador se aventura en diferentes calabozos, encontrando a su paso diferentes amigos y enemigos. El siguiente fue Shining Force, en el que se combinan estilos tácticos de estrategia, típicos de los role-playing game (RPG), con escenas de batalla presentadas en "sprites" (comparables con juegos como Kure Software Koubou y Fire Emblem). Más tarde se creó el spin-off Shining Soul, guardando todo lo bueno de los títulos anteriores, y sumando nuevos elementos, dando inicio a su vez a una nueva saga.
Varios juegos tuvieron su adaptación en animé. En el caso de Shining Hearts, la serie animada está basada en el juego, y se llama Shining Hearts: Shiawase no Pan; pero en el caso de Shining Tears y de Shining Wind se creó la serie Shining Tears X Wind, que no guarda relación con los juegos.
Las diferentes sagas están fundamentalmente centradas en tres tipos de juego: Juego de estrategia, Juego de mazmorras y Videojuego de rol de acción.

## Juego de mazmorras
Este tipo de juego ("Dungeon crawler" en inglés) comprende los títulos "Shining in the Darkness" y "Shining the Holy Ark", en los que el jugador y su grupo emprenden una aventura. Siendo muy similar a juegos como Dragon Quest, Mother y Phantasy Star, se desarrollan en primera persona, controlando al héroe y a su equipo para llevarlo a diferentes lugares dentro del mapa. Shining in the Darkness es el primer juego de la serie "Shining", y es un simple laberinto de exploración, con una simplificada ciudad no explorable, y un "mapa del mundo", donde las elecciones se muestran con un sistema de cursor. Shining the Holy Ark se presentó inmediatamente antes de Shining Force III, y a pesar de ser un "Juego de mazmorras", presenta una cantidad mucho mayor de opciones, elecciones y hasta un mapa del mundo de mucho mayor tamaño, en comparación con el primer título de la serie.

## Juegos de estrategia
Los juegos de estrategia ("Shining Force", "Shining Force Gaiden", "Shining Force Gaiden II", "Shining Force II", "Shining Force Gaiden: The Final Conflict", "Shining Force CD", "Shining Force III" y "Shining Force Feather") se basan en un sistema de grupos de gran tamaño, con batallas estratégicas. Los juegos generalmente limitan el número de personajes que pueden ingresar en las batallas. Los jugadores solo controlan una única tropa; es muy común que el equipo principal este compuesto de arqueros, magos y caballeros, entre otros.

## Juegos
Esta es la lista completa de los juegos de la serie Shining:
| Date of Release     | Title                                          | System               | Notes |
| ------------------- | ---------------------------------------------- | -------------------- | --- |
| 1991                | Shining in the Darkness                        | Sega Mega Drive      | |
| 1992                | Shining Force                                  | Sega Mega Drive      | |
| 1992                | Shining Force Gaiden                           | Sega Game Gear       | No se editó fuera de Japón. Se recreó como parte de Shining Force CD.                                                                                           |
| 1993                | Shining Force: The Sword of Hajya              | Sega Game Gear       | Se presentó en Japón como Shining Force Gaiden II. Se recreó como parte de Shining Force CD.                                                                    |
| 1993                | Shining Force II                               | Sega Mega Drive      | |
| 1994                | Shining Force CD                               | Sega Mega-CD         | Contiene recreaciones de Shining Force Gaiden I y II, y un nuevo escenario.                                                                                     |
| 1995                | Shining Force Gaiden: Final Conflict           | Sega Game Gear       | Nunca presentado oficialmente en inglés; Sin embargo, hay disponibles traducciones hechas por fanes.                                                            |
| 1995                | Shining Wisdom                                 | Sega Saturn          | |
| 1996                | Shining the Holy Ark                           | Sega Saturn          | |
| 1997                | Shining Force III Scenario 1                   | Sega Saturn          | Presentado en EE. UU. y Europa como Shining Force III. |
| 1998                | Shining Force III Scenario 2                   | Sega Saturn          | Nunca presentado oficialmente en inglés; Sin embargo, hay disponibles traducciones hechas por fanes.                                                            |
| 1998                | Shining Force III Scenario 3                   | Sega Saturn          | Nunca presentado oficialmente en inglés; Sin embargo, hay disponibles traducciones hechas por fanes.                                                            |
| 2002                | Shining Soul                                   | Game Boy Advance     | Primer juego desarrollado por Grasshopper Manufacture (Todos los anteriores fueron desarrollados por Camelot Software); Este juego dio inicio a la Saga "Soul". |
| 2003                | Shining Soul II                                | Game Boy Advance     | |
| 2004                | Shining Force: Resurrection of the Dark Dragon | Game Boy Advance     | Recreación del Shining Force original, con historia revisada y corregida, nuevas batallas y personajes.                                                         |
| 2004                | Shining Tears                                  | PlayStation 2        | |
| 2005                | Shining Force Neo                              | PlayStation 2        | |
| 2005                | Shining Road to the Force                      | Teléfonos japoneses  | La primera historia nueva de estrategia después de siete años (hasta el momento solo se presentaron recreaciones)                                               |
| 2005                | Shining Force Chronicle I                      | Teléfonos japoneses  | Recreación de Shining Force Gaiden. |
| 2005                | Shining Force Chronicle II                     | Teléfonos japoneses  | Recreación de Shining Force: The Sword of Hajya. |
| 2006                | Shining Force Chronicle III                    | Teléfonos japoneses  | Recreación de Shining Force Gaiden: Final Conflict. |
| 2006                | Shining Road II                                | Teléfonos japoneses  | |
| 20 de marzo de 2007 | Shining Force EXA                              | PlayStation 2        | |
| 17 de mayo de 2007  | Shining Wind                                   | PlayStation 2        | Continuación de Shining Tears. |
| January 2008        | Shining Wind X                                 | Teléfonos japoneses  | |
| 2009                | Shining Force Feather                          | Nintendo DS          | |
| 2009                | Shining Force Cross                            | Arcade               | |
| 2010                | Shining Force Cross Raid                       | Arcade               | Continuación de Shining Force Cross. También se presentaron "Ver.A" y "Ver.B" (dos versiones).                                                                  |
| 2010                | Shining Hearts                                 | PlayStation Portable | Personajes diseñados por Tony Taka. |
| 2012                | Shining Blade                                  | PlayStation Portable | Personajes diseñados por Tony Taka. No es una continuación directa de Shining Hearts.                                                                           |
| 2013                | Shining Ark                                    | PlayStation Portable | Personajes diseñados por Tony Taka |